# Цюаньчжэнь
Цюаньчжэнь (кит.  全真教, пиньинь quánzhēnjiào),
Школа Совершенной Истины, Школа Совершенной Подлинности — основная школа даосизма, распространённая преимущественно на севере Китая. Школу основал даос Ван Чунъян (кит. 王重陽, 1112—1169） в XII веке, когда наибольшего могущества достигла чжурчжэньская династия Цзинь (1115—1234). Когда в 1254 в Северный Китай вторглись монголы и одержали победу над династией Сун, даосы школы Цюаньчжэнь приложили огромные усилия для достижения мира и спасения жизни тысяч людей.
Основным положением школы Совершенной Истины стало требование обязательного принятия даосами монашеского обета, особое значение имела встреча её основателя — Ван Чунъяна с бессмертным Люй Дунбинем в 1159. В целом это определило персональный характер данного направления даосизма. Догматической основой повседневной жизни даосов школы Совершенной истины являются обеты (цзе).

## Фундаментальные принципы
Принципы вероучения Цюаньчжэнь изложены в трактате Ван Чунъяна «Ли цзяо ши у лунь» (пятнадцать статей, устанавливающих учение).
В отличие от прежних школ, Цюаньчжэнь уделяет существенно меньшее внимание церемониям и магической обрядности. При этом значительное место уделяется медитации и созерцанию, а также «внутренней алхимии», в которую входят элементы цигун.
Много идей и медитационных техник школа Цюаньчжэнь переняла или сформировала под влиянием буддизма, отчего получила название «даосский Чань».
От адептов школы требуется высокое нравственное совершенство и принятие монашества.

## История

### Ван Чунъян

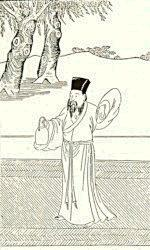
Ван Чунъян, основатель школы Цюаньчжэнь

Направление Совершенной истины появляется в период бурного зарождения «новых школ», когда формируется институт монашества под влиянием буддизма. Основоположником школы Совершенной истины считается Ван Чунъян, принявший в 1167 г. семь первых учеников, известных впоследствии как «семь северных истинных». В конце XII—XIII веках ряд направлений даосизма теряет свою автономию. Школа Небесных Наставников и Школа Совершенной Истины занимают в это время господствующие позиции. В самом конце правления Южной Сун (1275) император провозгласил 36-го Небесного наставника Чжан Цзунъяня главой южнокитайского даосизма, а его школа официально получила название школы Истинного Единого. Эта школа постепенно объединила все направления даосизма южнее р. Янцзы. В то же время в школу Совершенной Истины влилось южное направление (Школа Золота и Киновари), основанное Чжан Бодуанем, автором «Глав о прозрении истины» (Учжэньпянь).
Согласно легенде, Ван Чунъян летом 1159 встретился с двумя бессмертными Чжунли Цюанем и Люй Дунбинем, от которых он научился даосизму и секретным ритуалам. Через год в 1160 он снова встретил этих бессмертных. На этот раз он получил пять письменных предписаний и решил поселиться в пещере, которую он вырыл для себя в горах Чжуннань, где он прожил три года. Выйдя из пещеры, он прожил ещё четыре года в горной хижине Полного Совершенства. По другой легенде срезу же после получения предписаний он имитировал болезнь и смог закрыться в задней комнате своего дома на двенадцать лет, чтобы пройти полный цикл алхимических трансформаций, после чего обрёл бессмертие.
После этого он встретил двух из семи своих учеников — это были Тань Чанчжэнь и Цю Чуцзи. В 1167 Ван направился в провинцию Шаньдун, там он встретил богатую бездетную супружескую пару Ма Юй и его жену Сунь Буэр, которые искали Учителя чтобы посвятить себя Дао. Они предоставили свой дом для занятий медитацией и для собраний ищущих дао. Скоро возникла группа Семи Мастеров Цюаньжэнь из его учеников.

### Семь Совершенных Людей

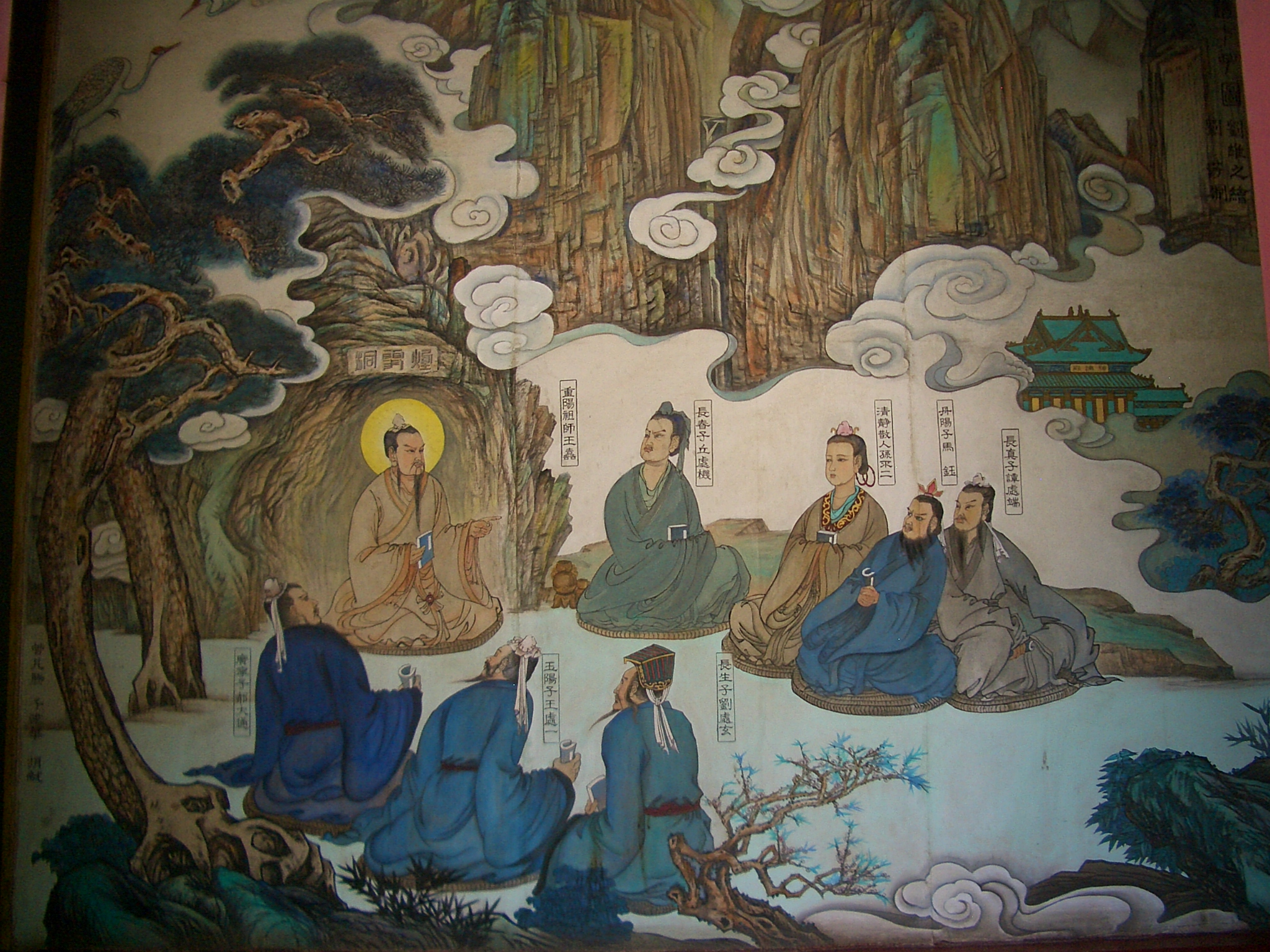
Ван Чуньян и его семь учеников, Семь Совершенных Людей, на росписи в храме «Чанчунь» (г. Ухань): дальний рая справа налево: Цю Чуцзи,Ма Юй,Сунь Буэр,Тань Чудуань; ближний ряд справа налево:Лю Чусюань, Ван Чуи, Хао Датун

Вторые имена в списке — даосские (дополнительные) имена мастеров как даосских учителей, под которыми мастера также часто упоминаются в литературе. Даосские имена обычно имеют символическое значение.
1. Ма Юй кит. 馬鈺 (Ма Данъян кит. 馬丹阳) — второй патриарх Цюаньжэнь, богатый добропорядочный хозяин дома из рода Ма, предоставивший свой дом в распоряжение новой общины, основатель подшколы Юсяньпай («Школа Встреч с Бессмертными»).
2. Сунь Буэр кит. 孙不二 (Сунь Цинцзин кит. 孙 清靜散人) — его жена, умная и образованная, которая, вступив на путь Дао, временно разлучилась с мужем и нищенствовала в столице, основательница подшколы Циньцзинпай (Школа Ясности и Покоя)
3. Цю Чуцзи кит. 丘处机 (Цю Чанчунь кит. 丘长春) — мастер, добившийся успехов при дворе Чингисхана, в дальнейшем настоятель Монастыря Белых Облаков в Пекине, основатель подшколы Лунмэньпай (Школа Драконовых Врат)
4. Тань Чудуань кит. 譚處端 (Тань Чанчжэнь кит. 谭长真) — основатель подшколы Наньупай (Школа Южной Пустоты)
5. Лю Чусюань кит. 劉處玄 (Лю Чаншэн кит. 劉長生) — основатель подшколы Суйшаньпай (Школа горы Суй)
6. Ван Чуи кит. 王處一 (Ван Юйян кит. 王玉阳) — основатель подшколы Юшаньпай (Школа горы Ю)
7. Хао Датун кит. 郝大通 (Хао Гуаннин кит. 郝廣寧) — основатель подшколы Хуашаньпай (Школа горы Хуашань)

### Развитие школы
В начале XIII века школа Цюаньчжэнь распространилось по всему Китаю, пользуясь привилегиями сначала чжурчжэньских, а потом монгольских (Юань) властей. Цю Чуцзи (1148—1227) встречался с Чингисханом. Чингисхана заинтересовали перспективы обретения бессмертия, однако Цю Чуцзи объяснил ему бессмысленность лекарств и эликсиров и значение медитаций и внутренней алхимии, и был принят с большим уважением.
Позднее монголы переориентировались на буддизм, и прошло несколько неудачных диспутов о религиозном приоритете Будды или Лао-цзы, закончившихся полным поражением даосов, не имеющих столь отточенной культуры дискуссий. После 1281 школа Цюаньчжэнь была подвергнута репрессиям (хотя монголы продолжали признавать существующую на юге Школу Небесных Наставников.
В 1368 с приходом к власти китайской династии Мин авторитет школы Цюаньчжэнь был восстановлен. Тогда Цюанчжэнь объединилась с южной школой Цзиньдань (школа Золота и Киновари).
Уже в XIII веке Цюаньчжэнь не имела единого руководства, иерархии и центра. Её монастыри обладали полной автономией. Цюаньчжэнь делилась на многочисленные направления, восходящие обычно к одному из Семи Мастеров или к одному из виднейших её представителей. Крупнейшая из подшкол — школа Лунмэньпай (Школа Драконовых Ворот), созданная Цю Чуцзи.